# قادرآباد (ایل‌تیمور)
قادرآباد یک منطقهٔ مسکونی در ایران است که در دهستان ایل‌تیمور واقع شده‌است. براساس سرشماری مرکز آمار ایران در سال ۱۳۹۵، قادرآباد ۲۲۸ نفر جمعیت دارد.